# 黃栢文
黃栢文（英語：Parkman Raphael Wong，1953年10月12日—）（經常被誤寫為黃柏文，“栢”是“柏”的異體字），曾是香港電視、電影演員和導演，現為無綫電視基本藝人合約藝員。

## 簡歷
黃栢文在1960年代14歲時就讀香港航海學校，17歲成為海員。他於1977年考入第6期無綫電視藝員訓練班，同期同學有呂良偉、陳玉蓮、廖偉雄、劉雅麗、廖安麗等，畢業後兩年因演出節目不夠被解僱，轉投電影界發展，從副導演做起，嘗試幕後工作。他曾經是李修賢的固定班底，李修賢創建的萬能公司的主力之一，負責策劃、導演、參加演出了幾乎李修賢的所有作品，其中最為人較印象深刻的電影就有《公僕》、《霹靂先鋒》及《喋血雙雄》。
黃栢文在《公僕》飾演重要的反派角色，並獲提名第21屆金馬獎最佳男配角，不過頒獎禮前一星期主辦單位發出消息，表示金馬獎最佳男配角提名錯誤，獲提名的實為同戲中的太保。至於黃栢文負責執導的電影是1988年的《霹靂先鋒》、1990年的《風雨同路》、1991年的《雷霆掃穴》。執導《雷霆掃穴》期間，黃栢文被確診患上淋巴癌，在醫生警告下，拍畢該片後不再執導，改為擔任萬能公司製作總監。1990年代中期舉家移民加拿大，並開設商舖經營小生意，2000年代回流香港。
黃栢文於2012年正式加入無綫電視，成爲旗下合約藝員，是無綫電視監製王心慰御用演員之一。他出演的角色以反派佔戲份居多，如《雷霆掃毒》的毒梟鄔浩威（威哥）、《情逆三世緣》的幫會成員筲箕華以及《神鎗狙擊》的江湖老大洪國才（洪爺）等。2016年，參與劇集《巨輪II》，再次飾演鍾國寶（大寶哥）。（上集《巨輪》為客串，今集為主要配角）雖然與上輯一樣飾演反派，但最後為其女兒謀定後路卻被人買兇殺害一幕引起不少回響。

## 家庭
鮮為人知的是，黃栢文是上世紀五、六十年代粵語片女星嘉玲與首任丈夫的兒子。嘉玲於入行前與其首任丈夫結婚，其後黃栢文出生後不久，二人已離異。後來黃栢文曾跟父親到外國生活，一直由其祖母照顧，直至8歲回港，嘉玲知悉後主動聯絡相認。但由於工作關係，黃栢文多年來都沒有公開與嘉玲的母子關係，直至2022年11月嘉玲死訊公布後方公開。 而黃栢文與導演兼演員的黃靖華（本名黃沙文）以及知名填詞人兼演員的黃偉文為堂兄弟關係。

## 電視劇（無綫電視）
1978年
- 大亨
- 奮鬥 飾 包有
- 倚天屠龍記 飾 店小二

1979年
- 天虹 飾 朱友忠
- 絕代雙驕 飾 碧蛇神君
- 抉择 飾 阿福

2012年
- 愛·回家 飾 黎Sir（第208集）、岳Sir（第251集）、雷生（第286集）、高生（第705集）
- 雷霆掃毒 飾 鄔浩威（威哥）
- 幸福摩天輪 飾 貨倉工人（第11集）

2013年
- 心路GPS 飾 超市經理（第10集）
- 仁心解碼II 飾 郭誠凱
- 神探高倫布 飾 檢控官
- 衝上雲霄II 飾 Angus
- 情逆三世緣 飾 筲箕華
- 神鎗狙擊 飾 洪國才（洪爺）
- 巨輪 飾 鍾國寶（大寶哥）
- 法外風雲 飾 黃大同
- 舌劍上的公堂 飾 尹萬貫

2014年
- 單戀雙城 飾 江老闆
- 食為奴 飾 隆科多
- 守業者 飾 阿豹
- 點金勝手 飾 呂輝
- 忠奸人 飾 蕭永光
- 使徒行者 飾 馬Sir
- 再戰明天 飾 麥崇禮
- 大藥坊 飾 斧頭哥
- 飛虎II 飾 貓哥（第5集）

2015年
- 八卦神探 飾 菲父
- 四個女仔三個BAR 飾 卓任權（Richard）
- 潮拜武當 飾 王建邦（王Sir）
- 陪著你走 飾 向生
- 收規華 飾 龍
- 張保仔 飾 李奇偉
- 無雙譜 飾 龐高
- 愛·回家 飾 關閱
- 枭雄 飾 沈鎮岳

2016年
- 鐵馬戰車 飾 成武哥
- 公公出宮 飾 鄧吉
- EU超時任務 飾 周炳仁
- 火線下的江湖大佬 飾 水貨明
- 純熟意外 飾 謝冬臨
- 巨輪II 飾 鍾國寶（大寶哥）
- 為食神探 飾 東
- 來自喵喵星的妳 飾 柯發
- 致命復活 飾 蔡進財
- 巾帼枭雄之谍血长天 飾 陳科長

2017年
- 乘勝狙擊 飾 姚大輝
- 迷 飾 王志誠
- 我瞞結婚了 飾 梁耀祖
- 與諜同謀 飾 凌浩
- 愛·回家之開心速遞 飾 徒弟（第54集）
- 溏心風暴3 飾 掙爆

2018年
- 果欄中的江湖大嫂 飾 霍志源
- 逆緣 飾 龍震
- 兄弟 飾 杜景新
- 救妻同學會 飾 冼Sir

2019年
- 荷里活有個大老千 飾 唐偉
- 愛·回家之開心速遞 飾 傑叔
- 廉政行動2019 飾 梁志民
- 十二傳說 飾 潘武
- 街坊財爺 飾 鍾樹銅
- 金宵大廈 飾 郭探長

2020年
- 黃金有罪 飾 羅一堅
- 大醬園 飾 鄧公
- 機場特警 飾 車Sir
- 使徒行者3 飾 許致盛

2021年
- 伙記辦大事 飾 魏敬堯
- 逆天奇案 飾 飛虎教官
- 把關者們 飾 海柏（海叔）
- 拳王 飾 莫子裘

2022年
- 青春不要臉 飾 鬼導
- 廉政行動2022 飾 秦鵬
- 黯夜守護者 飾 莊啟昇
- 法證先鋒V 飾 任志輝

2023年
- 一舞傾城 飾 巢輝

2025年
- 富貴千團 飾 張世民
- 奪命提示 飾 羅友邦

## 電視劇（邵氏兄弟）
2020年
- 飛虎之雷霆極戰 飾 文薩

2023年
- 廉政狙擊 飾 張啟瑞

## 網路劇
- 反黑 飾 梁智鴻（警司）

## 電影
副導演
- 踩線 (1981)
- 衝鋒車 (1981)
- 單程路 (1981)
- 城寨出來者 (1982)
- 血中血 (1983)
- 摩登衙門 (1983)
- 公僕 (1984)
- 拖錯車 (1985)
- 代客泊車 (1986)
- 鐵血騎警 (1987)

導演
- 霹靂先鋒 (1988)
- 風雨同路 (1990)
- 雷霆掃穴 (1991)

演員
- 金手指 (1980)
- 踩線 (1981)
- 單程路 (1981)
- 衝鋒車 (1981)
- Friend 過打 Band (1982)
- 暗渠 (1983) 飾 王光泰
- 摩登衙門 (1983)
- 小生作反 (1983)
- 叔侄‧縮窒 (1983)
- 公僕 (1984) 飾 黑仔
- 吉人天相 (1985)
- 皇家飯 (1986) 飾 阿文
- 代客泊車 (1986) 飾 阿文
- 鐵血騎警 (1987) 飾 大偈文
- 龍虎風雲 (1987) 飾 文
- 凌晨晚餐 (1987)
- 霹靂先鋒 (1988) 飾 救護人員
- 義膽群英 (1989)
- 喋血雙雄 (1989) 飾 陳柏文
- 壯志雄心 (1989) 飾 黃沙展
- 鐵血騎警II朋黨 (1990) 飾 汪志強
- 富貴兵團 (1990)
- 龍鳳茶樓 (1990)
- 伴我縱橫 (1992) 飾 黃Sir
- 羔羊醫生 (1992)
- 八仙飯店之人肉叉燒飽 (1993) 飾 探員牛精雄
- 富貴狂花 (1993)
- 飛越謎情 (1993)
- 重案實錄之犯罪天才 (1994)
- 重案實錄O記 (1994)
- 新邊緣人 (1994)
- 香港奇案之屯門色魔 (1994)
- 新英雄本色 (1994)
- 拆彈專家寶貝炸彈 (1994)
- 初生之犢 (1994)
- 重案實錄紙醉金迷 (1994)
- 重案實錄之水箱藏屍 (1994)
- 重案實錄之驚天械劫案 (1994)
- 旺角的天空 (1995)
- 賊王 (1995)
- 大冒險家 (1995) 飾 Officer Cheng
- 殺戮少年 (1995)
- 新房客 (1995) 飾 李 Sir
- 真相 (1995) 飾 強 / 黃Sir
- 公僕II (1995)
- 重案實錄污點証人 (1995)
- 驚天大賊王 (1998) 飾 南叔
- 大事件 (2004)
- 我老婆係賭聖 (2008)
- 金錢帝國 (2009) 飾 鬼
- 同門 (2009) 飾 高級警司
- 撕票風雲 (2010) 飾 唐清 (喪清)
- 紮職 (2012) 飾 蔣勝
- 金錢帝國：追虎擒龍 (2021) 飾 謝淦生
- 倚天屠龍記之聖火雄風 (2022) 飾 宋遠橋
- 倚天屠龍記之九陽神功 (2022) 飾 宋遠橋

## 外部連結
- 黃文在互联网电影资料库（IMDb）上的資料（英文）（英文）
- 在AllMovie上黃文的頁面（英文）
- 黃文在香港影庫上的簡介